# Rosa orientalis
Rosa orientalis — вид рослин з родини трояндових (Rosaceae).

## Поширення
Зростає в Західній Азії: Іран, Ірак, Південний Кавказ, Ліван.